# Money and Cigarettes
Money and Cigarettes är ett musikalbum av Eric Clapton, lanserat 1983 på Claptons egna då nybildade skivbolag Duck Records, distribuerat av Warner Bros. Records. På albumet medverkar även bland andra Ry Cooder, Albert Lee och Donald "Duck" Dunn.

## Låtlista
(upphovsman inom parentes)
1. "Everybody Oughta Make a Change" (Sleepy John Estes) - 3:16
2. "The Shape You're In" (Eric Clapton) - 4:08
3. "Ain't Going Down" (Eric Clapton) - 4:01
4. "I've Got a Rock 'n' Roll Heart" (Troy Seals, Eddie Setser, Steve Diamond) - 3:13
5. "Man Overboard" (Eric Clapton) - 3:45
6. "Pretty Girl" (Eric Clapton) - 5:29
7. "Man in Love" (Eric Clapton) - 2:46
8. "Crosscut Saw" (R.G. Ford) - 3:30
9. "Slow Down Linda" (Eric Clapton) - 4:14
10. "Crazy Country Hop" (Johnny Otis) - 2:46

## Listplaceringar
- Billboard 200, USA: #16[1]
- UK Albums Chart, Storbritannien: #13[2]
- Nederländerna: #16[3]
- VG-lista, Norge: #3[4]
- Topplistan, Sverige: #5[5]